# Нга, Седрик
Седрик Нга (фр. Cedric Ngah; род. 17 октября 1998, Дуала) — камерунский футболист, защитник клуба «Мосул».

## Карьера

### «Сфынтул Георге»
В 2018 году присоединился к камерунскому клубу УМС де Лум, вместе с которым становился победителем чемпионата. Всего за клуб отличился 3 забитыми голам и 6 голевыми передачами. В июле 2019 года получил статус свободного агента. В нобяре 2021 года на правах свободного агента присоединился к молдавскому клубу «Сфынтул Георге». Дебютировал за клуб 5 марта 2022 года в матче против тираспольского «Шерифа», выйдя на поле в стартовом составе. По итогу сезона вместе с клубом завершил чемпионат на итоговом четвёртом месте  в турнирной таблице. Вместе с клубом стал серебряным призёром Кубка Молдовы, где в финале 21 мая 2022 года уступили тираспольскому «Шерифу». На протяжении сезона выступал за клуб в роли одного из основных игроков, однако результативными действиями не отличился.
Новый сезон начал с матчей квалификации на Лиги конференций УЕФА. Первый матч сыграл 7 июля 2022 года против словенского клуба «Мура». В ответном матче 14 июля 2022 года словенский клуб также одержал победу и прошёл в следующий этап квалификаций. Первый матч в рамках молдавской Суперлиги сыграл 31 июля 2022 года против клуба «Петрокуб». Дебютным результативным действием за клуб отличился 15 октября 2022 года в матче против «Динамо-Авто», отдав голевую передачу. Дебютный гол забил 29 апреля 2023 года в матче против клуба «Бэлць». В следующем матче 3 мая 2023 года также против клуба «Бэлць», однако уже в рамках ответной полуфинальной встречи Кубка Молдовы, также отличился забитым голом и дважды получил удаление, вследствие чего покинул поле, а «Сфынтул Георге» по сумме матчей проиграл. По итогу сезона закончил чемпионат на пятом итоговом месте. 

### «Шериф»
В июле 2023 года появилась информация, что интересуется тираспольский «Шериф». Вскоре официально присоединился к клубу. В июле 2023 года вместе с клубом отправился на квалификационные матчи Лиги чемпионов УЕФА. Дебютировал за клуб 18 июля 2023 года в ответном матче еврокубкового турнира против румынского клуба «Фарул», выйдя на замену на 113 минуте. По итогу второго квалификационного раунда вместе с клубом уступил израильскому клубу по сумме матчей и выбыл в Лигу Европы УЕФА. Первый матч в чемпионате сыграл 13 августа 2023 года против селеметского «Спартания», выйдя на поле в стартовом составе. Однако закрепиться в основной команде клуба у футболиста не вышло, пропустив всю вторую часть чемпионата. По итогу сезона вместе с клубом стал серебряным призёром чемпионата. По окончании сезона покинул клуб.

### «Зимбру»
В июле 2024 года на правах свободного агента присоединился к кишинёвскому «Зимбру». В июле 2024 года вместе с клубом отправился на квалификационные матчи Лиги конференций УЕФА. Дебютировал за клуб 25 июля 2024 года в матче против армянского клуба «Арарат-Армения», выйдя на замену в начале второго тайма. По итогу ответного матча 1 августа 2024 года ереванская «Арарат-Армения» также оказалась сильнее и вышла в следующий этап квалификаций. Первый матч в чемпионате сыграл 4 августа 2024 года против клуба «Бэлць», выйдя на поле в стартовом составе. Дебютным забитым голом за клуб отличился 18 августа 2024 года в матче против клуба «Флорешты». В январе 2025 года покинул кишинёвский клуб, расторгнув контракт по соглашению сторон. На протяжении первой половины сезона выступал за клуб в роли одного из ключевых игроков, отличившись забитым голом.

### «Петрокуб»
В январе 2025 года на правах свободного агента присоединился к молдавскому «Петрокубу». Дебютировал за клуб 9 марта 2025 года в матче против клуба «Бэлць», выйдя на замену на 27 минуте. По итогу сезона вместе с клубом завершил чемпионат на итоговом четвёртом месте в турнирной таблице. В июне 2025 года приступил к подготовке к новому сезону с молдавским клубом. Первый матч в новом сезоне сыграл 22 июня 2025 года против клуба «Бэлць», выйдя на поле в стартовом составе. В июле 2025 года вместе с клубом отправился на квалификационные матчи Лиги конференций УЕФА. Первый матч в рамках еврокубкового турнира сыграл 10 июля 2025 года против мальтийского клуба «Биркиркара», выйдя на поле в стартовом составе. По итогу второго квалификационного раунда Лиги конференций УЕФА уступили азербайджанскому «Сабаху», завершив выступление на турнире. 

### «Мосул»
В августе 2025 года перешёл в иракский клуб «Мосул».

## Достижения
УМС де Лум
- Чемпион Камеруна: 2019